# Liste der Monuments historiques in Les Mureaux
Die Liste der Monuments historiques in Les Mureaux führt die Monuments historiques in der französischen Gemeinde Les Mureaux auf.

## Liste der Bauwerke
| Bezeichnung                | Beschreibung | Standort                                | Kennzeichnung | Schutzstatus | Datum | Bild |
| -------------------------- | ------------ | --------------------------------------- | ------------- | ------------ | ----- | ---- |
| Allée couverte des Mureaux |              | Les Gros Murs 19, rue des Murets (Lage) | PA00087554    | Classé       | 1928  |      |

## Liste der Objekte
- Monuments historiques (Objekte) in Les Mureaux in der Base Palissy des französischen Kultusministeriums